# Эйбенталь
Эйбенталь (рум. Eibentál, чеш. Tisové Údolí, венг. Tiszafa)  — село в Румынии, в составе жудеца Мехединци, историческая область Банат. Административно входит в состав коммуны Дубова.
Село Эйбенталь является одним из сохранившихся небольших анклавов проживания на Балканах банатских чехов.

## География
Село Эйбенталь находится на крайнем юго-западе Румынии. К западу от него расположен национальный парк Дердар в Сербии, к северо-востоку - местечко Оршова в Румынии, восточнее - административный центр жудеца Мехединци, город Дробета-Турну-Северин.

## История
Эйбенталь был основан в 1827 году второй волной военных переселенцев из Богемии (Чехия) в Австро-Венгрии, обустраивавших границу этого государства в стратегически важном районе Железных ворот на Балканах, на стыке границ нынешних Румынии и Сербии. Переселенцами были преимущественно чехи и немцы из городов Пльзень, Бероун, Кларовы и Часлав. Основными производствами, в которых они были заняты на новом месте, были обработка древесины, добыча асбеста и горное дело. В настоящее время добыча асбеста прекращена, добыча каменного угля (антрацита) в соседнем местечке Бая-Ноя продолжалась до самого недавнего времени, однако после аварии на шахте в 2007 году также была прекращена.

## Население
В Эйбентале, как и в других чешских сёлах Баната, происходит сокращение населения, в том числе из-за высоких эмиграционных квот. Так, 1934 году тут проживало около 600 человек, в 2000 году - 302 человека, а к 2021 осталось лишь 212 жителей.